# Tanypus grandis
Tanypus grandis är en tvåvingeart som beskrevs av Chaudhuri, Das och Debnath 1985. Tanypus grandis ingår i släktet Tanypus och familjen fjädermyggor. Inga underarter finns listade i Catalogue of Life.